# Colonia Veinte de Noviembre, Guerrero
Colonia Veinte de Noviembre är en ort i Mexiko.   Den ligger i kommunen Técpan de Galeana och delstaten Guerrero, i den södra delen av landet, 300 km sydväst om huvudstaden Mexico City. Colonia Veinte de Noviembre ligger 15 meter över havet och antalet invånare är 705.
Terrängen runt Colonia Veinte de Noviembre är platt åt sydväst, men åt nordost är den kuperad. Havet är nära Colonia Veinte de Noviembre åt sydväst.  Närmaste större samhälle är San Luis de La Loma, 12,6 km nordväst om Colonia Veinte de Noviembre. 